# Sint-Joriskerk (Wismar)
De Sint-Joriskerk (Kirche St. Georgen) is samen met de Sint-Nicolaaskerk en de Mariakerk een van de drie gotische kerken van de historische binnenstad van Wismar. Van de drie kerkgebouwen is de Sint-Joris, waarmee omstreeks het jaar 1295 met de bouw werd begonnen, het grootste en tevens het jongste. Het kerkgebouw werd in de Tweede Wereldoorlog zwaar beschadigd en de DDR-overheid liet het gebouw verder verwaarlozen. Na de val van het IJzeren Gordijn werd begonnen met de wederopbouw van het monument. Tegenwoordig staat de Sint-Joris als onderdeel van de historische binnenstad van Wismar op de lijst van het UNESCO-Werelderfgoed.

## Architectuur
Zoals de andere grotere kerken van Wismar werd ook de Sint-Joris in de stijl van de Noord-Duitse baksteengotiek gebouwd. Het als hallenkerk geplande godshuis is een driebeukige basiliek met een groot dwarsschip, een laag koor en vlakke koorafsluiting. Wegens de kosten werd de toren nooit voltooid en kwam de bouw niet verder dan de torenschacht. De torenstomp levert niettemin samen met de ongewone ruimtelijke verdeling en het grote transept een belangrijke bijdrage aan het karakteristieke en onmiskenbare verschijningsbeeld van het gebouw, dat zich hoog en in de verre omtrek zichtbaar boven de daken van de historische binnenstad verheft.
Kort voor het einde van de oorlog werd het kerkgebouw in de nacht van 14 op 15 april 1945 bij een luchtaanval van de Britse Royal Air Force geraakt door twee luchtmijnen. Het torenmassief brandde volledig en het kerkgebouw ten dele uit. De dakconstructies en gewelven van het kerkschip, dwarsschip en toren stortten vervolgens in, maar de buitenmuren bleven staan. Doordat de DDR-overheid het bouwwerk liet verkommeren, trad ook aan het intacte koor een verder verval in. Sinds de oprichting van Förderkreis St. Georgen in 1987 werd er met verschillende acties ingezet op behoud van wat er nog stond; later werd het accent verlegd naar herbouw. Op 25 januari 1990 stortte tijdens de orkaan Daria de gevel van het noordelijk transept in en verwoestte daarmee twee naburige woningen. De druk om nu toch echt iets te doen aan het gebouw nam toe en met de val van het IJzeren Gordijn bood West-Duitsland snel de helpende hand door ondersteuning te bieden. Vervolgens werd begonnen met de herbouw van de Joriskerk.
De herbouw van de Joriskerk kostte vanaf 1990 tot 2010 al 40 miljoen euro. Verschillende bronnen boden ondersteuning en financiële middelen. Voor de Deutsche Stiftung Denkmalschutz, die voor 15 miljoen euro bijdroeg aan de herbouw, was de Joriskerk het eerste en het grootste hulpproject in de voormalige DDR.

## Inrichting
Het belangrijkste kerkmeubilair werd tijdens de oorlog op tijd uit het gebouw verwijderd en op een veilige plek opgeslagen. Desondanks ging na de oorlog toch nog een deel verloren. Daartoe behoorde een  moedwillige vernietigd levensgroot ruiterbeeld van de heilige Joris. In de Joriskerk stond ook een gotisch hoogaltaarretabel uit circa 1430. Met een breedte van 10 meter bij geopende vleugels en een hoogte van 4 meter behoort dit retabel tot het grootste in zijn soort in het Oostzeegebied. Aan de voorkant zijn 42 heiligenbeelden ingezet en op de achterkant bestaat het retabel uit 16 geschilderde panelen. Na de restauratie in 2008 werd het retabel opgesteld in de Sint-Nicolaaskerk. Tussen de kerk, het ministerie van cultuur, monumentenzorg en restauratoren enerzijds en de burgemeester van Wismar anderzijds bestaat een geschil waar het retabel bij terugkomst in de Joriskerk moet worden opgesteld. De burgemeester wil het retabel in een zijnis plaatsen, terwijl de tegenstanders de voorkeur geven aan de oorspronkelijke plek in het koor. Naast het hoofdaltaar zullen ook de overige bewaarde voorwerpen (o.a. het middeleeuwse gestoelte en het triomfkruis) terugkeren naar het Joriskerk. In november 2010 werd een orgelstichting opgericht met als doel om het in de oorlog verwoeste orgel te vervangen door nieuwbouw.

## Klokken
De westelijke toren bezat vroeger vier klokken. De beide grootste klokken waren in 1859 door klokkengieter Peter Martin Hausbrandt in Wismar gegoten. De derde klok dateerde van 1591 en de vierde klok van 1670. Al in het begin van de Tweede Wereldoorlog werden de twee grote klokken omgesmolten. De klok uit 1670 moest later eveneens voor de oorlogsindustrie worden afgegeven, maar werd na de oorlog teruggevonden op het Hamburger klokkenkerkhof. In 1963 werd deze klok echter voor het gietsel van een nieuwe klok voor de Nicolaaskerk toch nog omgesmolten. De oudste klok bleef in Wismar, maar stortte in 1945 tijdens de verwoesting van de kerk naar beneden en brak in gruzelementen.
Behouden bleven de uurwerkklokken uit 1581 en 1489. Beide klokken hingen in de dakruiter en bevinden zich tegenwoordig in de kerk van Zurow.

## Maten
- Hoogte van de torenstomp: 59 meter
- Lengte: 78 meter
- Breedte: 44 meter
- Breedte dwarsschip: 57 meter
- Hoogte gewelf middenschip en dwarsschip: 35 meter